# Parijs-Rijsel
Parijs-Rijsel was een Franse wielerwedstrijd tussen de Franse steden Parijs en Rijsel. De wedstrijd werd georganiseerd in 1908 en nadien van 1923 tot 1937. De wedstrijd mag niet verward worden met Rijsel-Brussel-Rijsel.

## Erelijst
- 1937 -  Alfons Ghesquière
- 1936 -  Julien Heernaert
- 1935 -  Romain Maes
- 1934 -  Théo Herckenrath
- 1933 -  Jean Wauters
- 1932 -  Albert Barthélémy
- 1931 -  Jef Dervaes
- 1930 -  Frans Bonduel
- 1929 -  Joseph Wauters
- 1928 -  Romain Bellenger
- 1927 -  Romain Bellenger
- 1926 -  Marc Bocher
- 1925 -  Lucien Perrain
- 1924 -  Omer Vermeulen
- 1923 -  Remi Decroix
- 1908 -  Omer Beaugendre

## Bron
- De Wielersite